# رولف اسپرینگ
رولف اسپرینگ (انگلیسی: Rolf Spring; ۱۹ مارس ۱۹۱۷ – ) اهل سوئیس بود.
وی در مسابقات کشوری و بین‌المللی در مجموع برندهٔ ۱ مدال نقره شده‌است.